# Angelina (chanteuse)
Pour les articles homonymes, voir Angelina.
Angélina Nava, née le 4 novembre 2006 à La Ciotat (Bouches-du-Rhône), mieux connue simplement comme Angelina, est une chanteuse française. Elle est la gagnante de la quatrième édition de The Voice Kids (2017) et la représentante de la France à l'Eurovision junior 2018. En avril 2019, elle sort son premier album. Elle est célèbre pour plusieurs de ses chansons comme Jamais sans toi, Maman me dit ou encore sa reprise de Roule de Soprano.

## Biographie

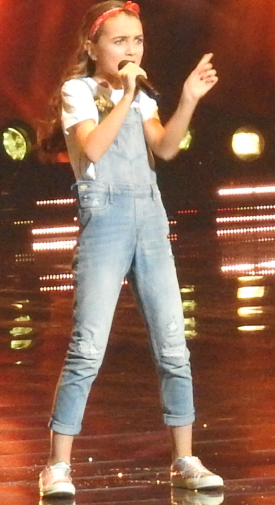
Angelina lors des répétitions de l'Eurovision junior 2018 à Minsk

Angélina Nava est née à La Ciotat et grandit à Ceyreste dans les Bouches-du-Rhône. Son père est italien et sa mère est française. Ses parents sont professeurs de danse à La Ciotat. Dès son plus jeune âge, elle aime particulièrement chanter ses chansons préférées dans la voiture, la transformant pour ainsi dire en « studio de musique ». À l'âge de cinq ans, Angelina se produit en public lors d'un événement caritatif dans les Bouches-du-Rhône en chantant L'Air du vent du film d'animation Disney Pocahontas, une expérience qu'elle considère désormais comme un moment déterminant, où plus exactement comme une « révélation ». Elle prend des cours de chant depuis l'âge de six ans,.

### 2017: Gagnante de The Voice Kids
À dix ans,, elle participe à la saison 4 du télé-crochet The Voice Kids (diffusée en 2017). Pour son audition à l'aveugle, qui deviendra la première audition diffusée dans cette saison, elle reprend All in You de Synapson feat. Anna Kova. Avant de monter sur scène, elle dit : « C’est la plus grande journée de toute ma vie et si un fauteuil se retourne, je serais la plus heureuse du monde ». Patrick Fiori devient son coach après que tous se furent retournés. Lors des battles, elle gagne contre Eléa et Lara sur Lost on You de LP. Lors de la demi-finale, elle chante J'envoie valser de Zazie. Lors de la finale, elle chante Tous les mêmes de Stromae, puis encore une fois All in You de Synapson feat. Anna Kova et gagne le concours.
Plus tard dans la même année (2017), elle a rejoint la troupe des Enfoirés Kids (pour leur seul concert diffusé sur TF1 le 1er décembre).

### 2018: Deuxième à l'Eurovision junior
En 2018, Angelina est sélectionnée pour représenter la France avec la chanson Jamais sans toi au Concours Eurovision de la chanson junior à Minsk, en Biélorussie, où elle décroche la deuxième place, avec 203 points. La chanson raconte les liens forts qui unissent Angelina et Pauline, sa meilleure amie.

### 2019-2022: Deux albums et une tournée
À la fin de mars 2019, Angelina sort un single intitulé Maman me dit,, qui annonce son premier album intitulé Ma voie qui sort le 26 avril,. L'album entre lors de la semaine de sa sortie à la 84e place du Top Albums du SNEP,. Angelina sort le clip C'est si beau ici extrait de son premier album.  Le  22 novembre 2020, Angelina sort la réédition de son premier album, et sort le clip Qui dit mieux le même jour.   
Le 22 octobre 2019, Angelina annonce une tournée en France et en Belgique à partir du printemps 2020, avec le producteur Sud Concerts, d'abord repoussée pour cause de pandémie de Covid-19 en automne 2020, la tournée aura lieu au printemps 2022
,.
Le 18 juin 2021, elle sort Héros, le premier single de son deuxième album intitulé Apparences qui sort le 19 novembre, ainsi que le premier clip vidéo de First amour, un deuxième sortira en mars  2022 .
En octobre 2021, Angelina participe au deuxième album du projet We Are World Citizens  qui revisite à la sauce pop dix fables de La Fontaine et dont un euro par album vendu sera donné aux droits de l'enfant. Elle interprète Le rat de ville et le rat des champs,.

## Discographie

### Albums
| Album                                                                                          | Meilleure position | Meilleure position | Meilleure position |
| Album                                                                                          | France             | France Phys.       | Belgique Wallonie  |
| ---------------------------------------------------------------------------------------------- | ------------------ | ------------------ | ------------------ |
| Ma voie - Sortie : 26 avril 2019 - Label : MCA (Universal Music France)                        | 64                 | 30                 | 65                 |
| Ma voie (Édition Collector) - Sortie : 22 novembre 2019 - Label : MCA (Universal Music France) | 64                 | 30                 | 65                 |
| Apparences - Sortie : 19 novembre 2021 - Label : MCA (Universal Music France)                  | 100                | 59                 | 68                 |

### Singles
| No | Titre           | Année | Meilleure position | Album                       |
| No | Titre           | Année | France             | Album                       |
| -- | --------------- | ----- | ------------------ | --------------------------- |
| 1  | Jamais sans toi | 2018  | —                  | Ma voie                     |
| 2  | Maman me dit    | 2019  | —                  | Ma voie                     |
| 3  | Qui dit mieux ? | 2019  | —                  | Ma voie (Édition Collector) |
| 4  | Je déambule     | 2020  | —                  | Ma voie (Édition Collector) |
| 5  | Héros           | 2021  | —                  | Apparences                  |
| 6  | First amour     | 2021  | —                  | Apparences                  |
| 7  | Toi d'abord     | 2022  | —                  | Apparences                  |

### The Voice Kids France (2017)
| Stade                 | Chanson                       | Interprète original | Date de diffusion | Résultats                                            |
| --------------------- | ----------------------------- | ------------------- | ----------------- | ---------------------------------------------------- |
| Auditions à l'aveugle | All in You                    | Synapson            | 19 août 2017      | 3 coachs retournés Intègre l'équipe de Patrick Fiori |
| Battles               | Lost on You (vs. Éléa & Lara) | LP                  | 16 septembre 2017 | Sauvée par son coach                                 |
| Demi-finale           | J'envoie valser               | Zazie               | 23 septembre 2017 | Sauvée par son coach                                 |
| Finale                | Tous les mêmes                | Stromae             | 30 septembre 2017 | Sauvée par le public                                 |
| Grande-Finale         | All in You                    | Synapson            | 30 septembre 2017 | Gagnante                                             |

### Collaboration
- 2021 : Le rat de ville et le rat des champs sur l'album We are World Citizens 2[23]